# Гамб'є
Гамб'є (фр. Îles Gambier) — група невеликих островів Французької Полінезії в південно-східній частині архіпелагу Туамоту. Досить часто острови Гамб'є розглядаються як окрема від Туамоту група островів у зв'язку з культурною та лінгвістичною спорідненістю з Маркізькими островами, а також подібністю геологічної структури (острови цієї групи вулканічного походження, тоді як архіпелаг Туамоту — група атолів). Атол Темое часто прирівнюється до островів Гамб'є.

## Географія

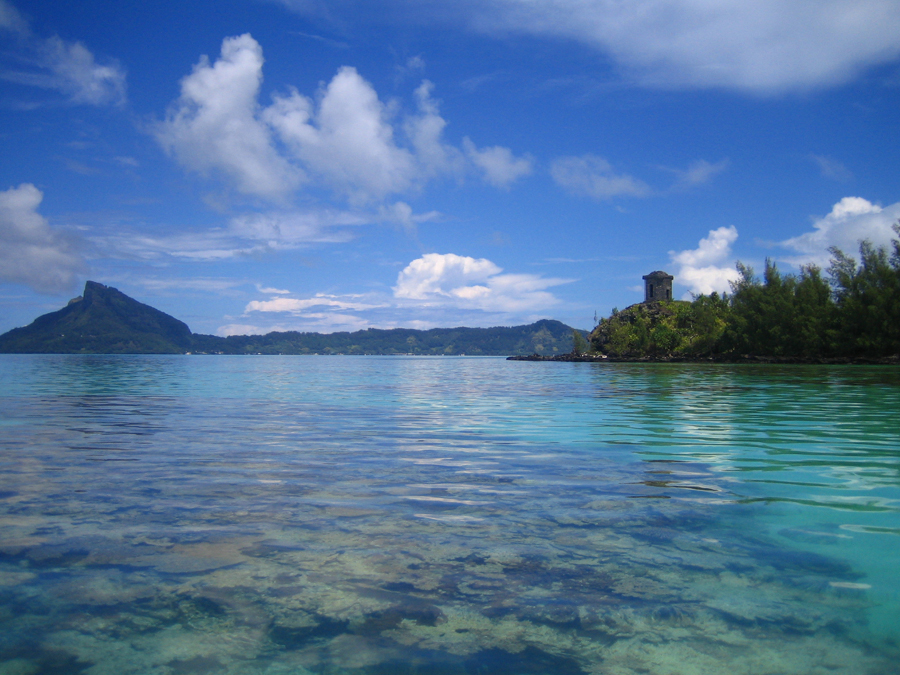
Аукена

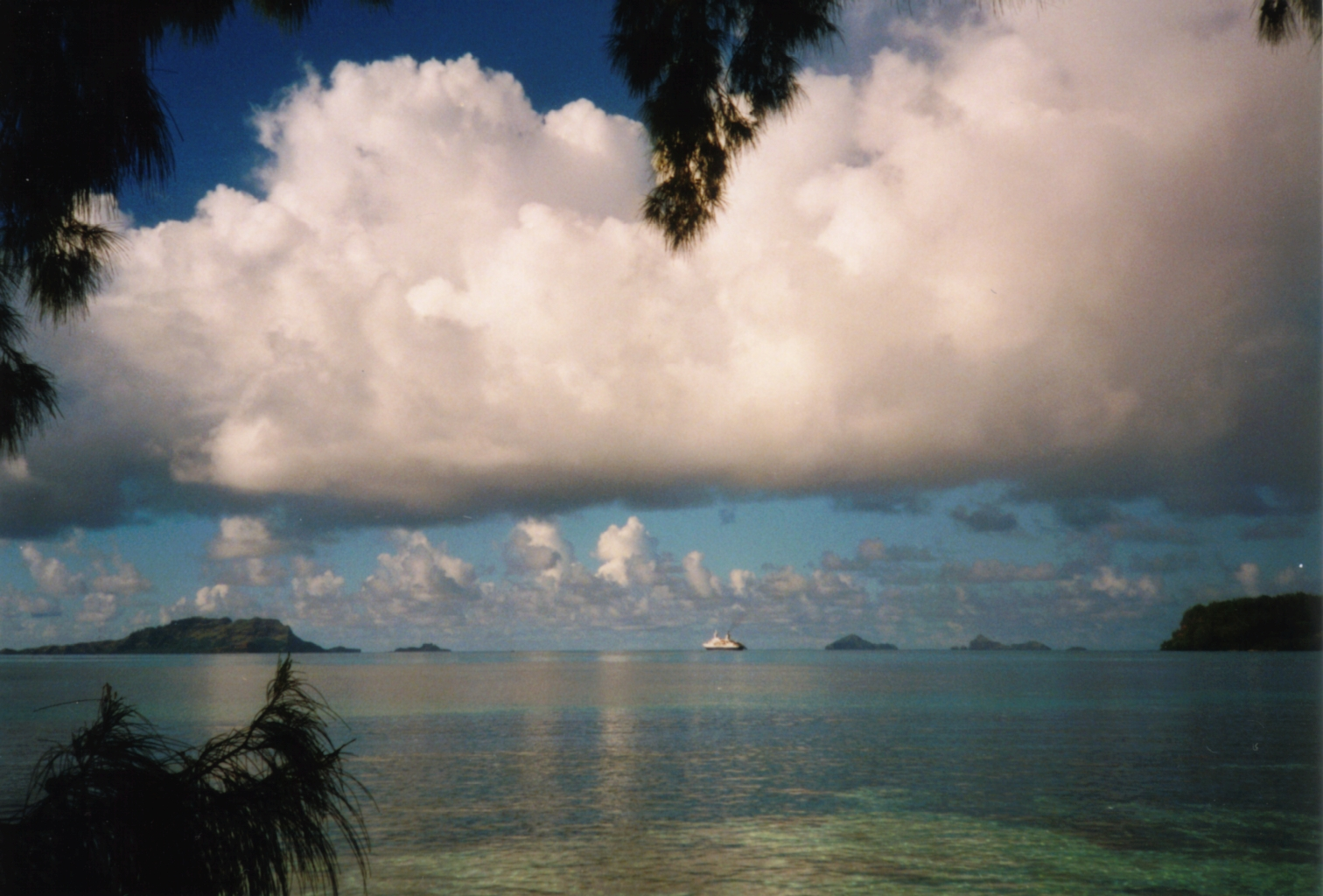
Лаґуна островів Ґамб'є

До складу архіпелагу Гамб'є входить чотири великих острови та 10 моту, що з'єднані загальною лагуною:
- острів Мангарева
- Тараваї
- Акамару
- Аукена
- Ангакауітаї
- Камака
- Макароа
- Мануї
- Тотегегіє
- Темое
- Моту-О-Арі

а також адміністративно до їх складу належать чотири острови групи атолів Актеон:
- Ваханга
- Матуреівавао
- Тенараро
- Тенарунга

Також до складу архіпелагу Гамб'є входить ряд окремих островів: Марутеа, Марія і Моране.
Більшість островів архіпелагу Гамб'є вулканічного походження і є частиною колись існуючого кратера вулкану. Інша частина архіпелагу має коралове походження. Найвища точка архіпелагу — г. Дафф на о-ві Мангарева (441 м).
Клімат на островах Гамб'є тропічний. Найнижча температура (15 °C) спостерігається в липні та серпні

## Історія
Перші поселенці — полінезійці, з'явилися на островах Гамб'є приблизно у 1200 р. до н. е.; дісталися вони туди, ймовірно, з Маркізьких островів. Першим європейцем, який відкрив архіпелаг, був британський капітан Джон Вілсон з Лондонського місіонерського товариства. Він пропливав повз архіпелаг у 1797 році на кораблі «Дафф». Архіпелаг Джон Вілсон назвав архіпелаг в честь капітана Гамб'є, який підтримав експедицію. З 1834 по 1871 роки на островах висаджувалися католицькі місіонери. На початку XX століття відбулися значні зміни в інфраструктурі: збудовано дороги, кам'яні будинки, церкви. Французький протекторат поширився на острови у 1871 році.

### Ядерні випробування
Острови Гамб'є свого часу виступили матеріально-технічною базою для французьких ядерних випробувань, що здебільшого відбувалися на острові Муруроа. Французькі військові провели ряд робіт для створення глибоководних судноплавних каналів. Незабаром було зафіксовано значний рівень інтоксикації, внаслідок чого у місцевих жителів розвинулася сигуатера.